# Бийчи Хед
Бийчи Хед (на английски: Beachy Head) е нос на южното крайбрежие на Великобритания.
Бийчи Хед е дълга крайбрежна варовикова скала в Източен Съсекс близо до Истборн, която е практически отвесна. Височината ѝ достига 162 м, и това е най-високата варовикова скала във Великобритания. Скалата е подложени на силни югозападни ветрове.
Бийчи Хед е туристически обект. От върха на скалата се открива изглед към крайбрежието от нос Дангенес на изток до нос Селси Бил на запад.
Поради опасностите за корабите през 30-те години на XIX век на запад от носа е построен фарът Бел Тут, но той излиза от употреба, след като през 1902 г. е построен друг фар с височина 43 м, разположен в открито море под скалата. От 1983 г. той работи в автоматичен режим.
Недалеч от носа на 10 юли 1690 г. по време на Войната на Аугсбургската лига се състои битката при Бийчи Хед. Друга известна битка е Портландското сражение през 1653 г. по време на Първата англо-холандска война.
Бийчи Хед е едно от популярните места за самоубийци. Годишно тук извършват самоубийство около 20 души